# Hydropsyche salki
Hydropsyche salki är en nattsländeart som beskrevs av Wolfram Mey 1998. Hydropsyche salki ingår i släktet Hydropsyche och familjen ryssjenattsländor. Inga underarter finns listade i Catalogue of Life.